# Barrgråtagging
Barrgråtagging (Protodontia piceicola) är en svampart som tillhör divisionen basidiesvampar, och som först beskrevs av Robert Kühner och Hubert Bourdot, och fick sitt nu gällande namn av George Willard Martin. Barrgråtagging ingår i släktet Protodontia, och familjen Hyaloriaceae. Enligt den svenska rödlistan är arten sårbar i Sverige. Arten förekommer i Götaland, Svealand, Nedre Norrland och Övre Norrland. Artens livsmiljö är skogslandskap.